# Marco V
Marco V, pseudonimo di Marco Verkuylen (Heeswijk-Dinther, 3 aprile 1966), è un disc jockey, produttore discografico e remixer di musica techno e trance olandese.

## Biografia
Generalmente Marco V è considerato un DJ trance, ma il suo stile combina Electro house e Trance-progressive. Attualmente produttore di Progressive House
A lui sono dovute anche diverse sigle e jingle originali realizzati per i principali campionati automobilistici, tra cui il Campionato Mondiale Rally e la A1 Grand Prix.

## Discografia

### Album
- Con:fusion - CD (Releas
- 200V - CD/DVD (Released 17 October, 2005)
- Combi:nation 3
- Massive - Mix CD
- Innercity 2000 - Mix CD
- Innercity 2002 - Mix CD (double album with Studio partner Benjamin Bates)
- Electro Trance - Give away CD Mixmag 2003
- Pusher live - Mix CD 2004
- Combi:Nations - Mix CD 2004
- Bosh Anthems - Give away CD Mixmag 2004
- Guvernment: All Access - Mix CD 2004
- Amnesia Vol.1 - Mix CD 2005
- Amnesia Vol.2 - Mix CD 2006
- Combi:nations2 - Released in October 2006

### Singles & EP
- 1998: The Vibes (Want You Back)
- 1999: The Message
- 1999: Heaven's Here
- 1999: V.ision Phase 1 (of 3)
- 2000: V.ision Phase 2 (of 3)
- 2000: V.ision Phase 3 (of 3)
- 2002: Con:fusion Album Sampler Pt 1
- 2003: Con:fusion Album Sampler Pt 2
- 2004: Automanual
- 2005: More Than a Life Away
- 2005: Second Bite
- 2006: False Light
- 2006: 200V - UK EP
- 2008: Dudak
- 2008: Sessions
- 2010: Reaver
- 2012: Analogital
- 2012: 10 PM
- 2012: TGV
- 2012: Lotus (With Doctors In Florence)